# Сухачёв, Владимир Павлович
Владимир Павлович Сухачёв (15.7.1923, Москва — 23.5.2002, Москва) — командир звена 826-го штурмового авиационного полка (335-й штурмовой авиационной дивизии, 3-й воздушной армии, 3-го Белорусского фронта), старший лейтенант. Герой Советского Союза.

## Биография
Родился 15 июля 1923 года в Москве в семье рабочего. Русский. Член ВКП(б)/КПСС с 1944 года. Окончил школу ФЗУ. Работал токарем.

Могила В. П. Сухачёва на Троекуровском кладбище Москвы

В Красной Армии с июля 1941 года. В 1943 году окончил Молотовскую военную авиационную школу пилотов.
В действующей армии с августа 1943 года. Командир звена 826-го штурмового авиаполка 335-я штурмовая авиационная дивизия 3-я воздушная армия старший лейтенант Сухачёв В. П. к марту 1945 года совершил 110 боевых вылетов, нанеся врагу большой урон в живой силе и технике.
Указом Президиума Верховного Совета СССР от 29 июня 1945 года за образцовое выполнение боевых заданий командования на фронте борьбы с немецко-фашистскими захватчиками и проявленные при этом отвагу и геройство старшему лейтенанту Сухачёву Владимиру Павловичу присвоено звание Героя Советского Союза с вручением ордена Ленина и медали «Золотая Звезда».
После войны продолжал службу в ВВС СССР. В 1955 году он окончил Военно-воздушную академию. С 1984 года полковник В. П. Сухачёв — в отставке.
Жил в городе-герое Москве. Скончался 23 мая 2002 года. Похоронен на Троекуровском кладбище в Москве.

## Награды
Награждён орденом Ленина, тремя орденами Красного Знамени, тремя орденами Отечественной войны 1-й степени, двумя орденами Красной Звезды, орденом «За службу Родине в Вооружённых Силах СССР» 3-й степени, медалями, в том числе «За боевые заслуги».
Имя Героя носила пионерская дружина школы в селе Семёновское Ступинского района Московской области.